# Lunettes à vision inversée

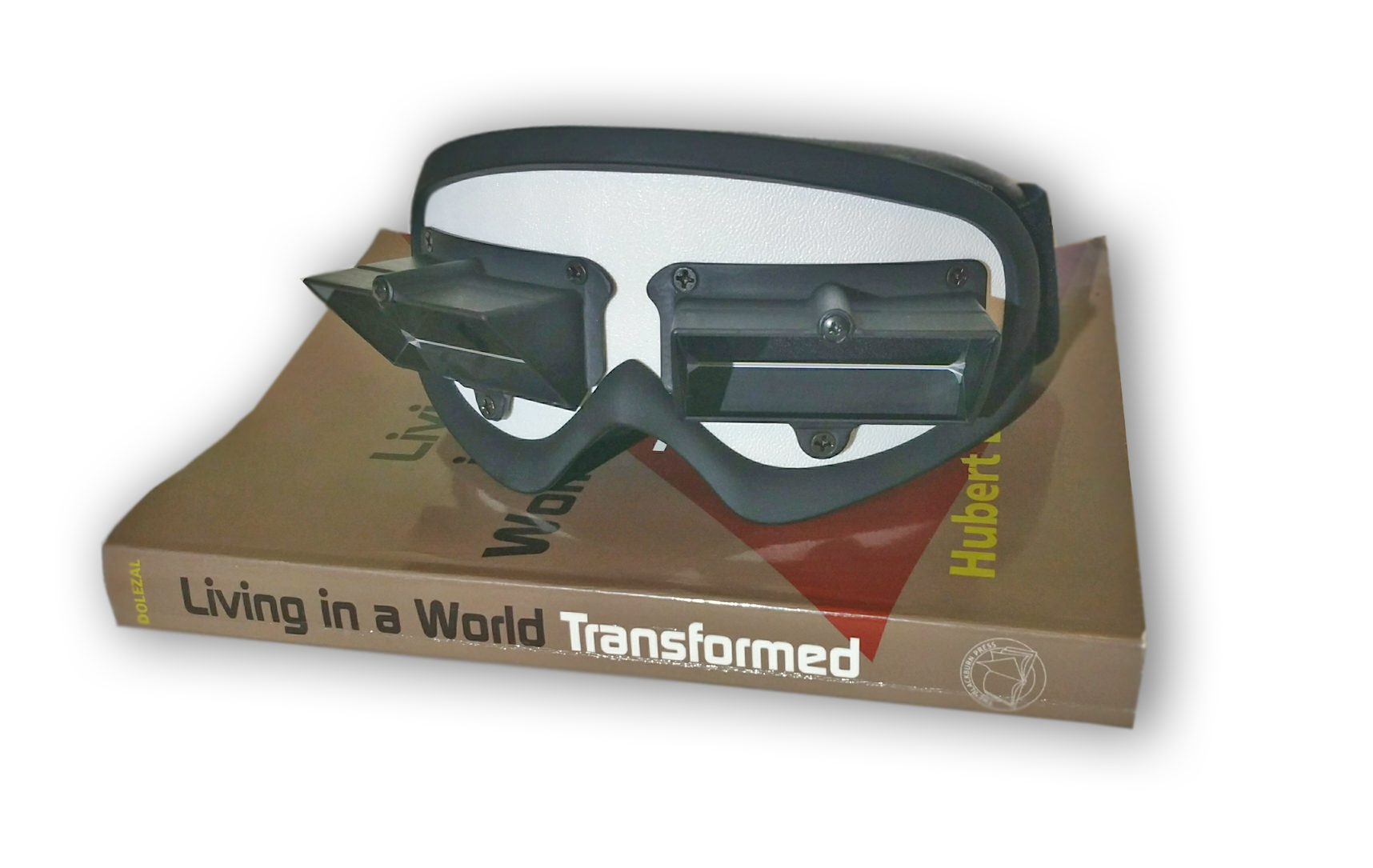
Modèle de lunettes à vision inversée, ayant un champ visuel de.

L’invertoscope, ou lunettes à vision inversée, est un instrument d'optique construit avec une série de prismes et qui inverse l'image formée sur la rétine. Il est surtout utilisé pour étudier la vue, principalement le processus psychologique menant à la perception d'une image par le cerveau.
Selon les modèles, le monde vu à travers ce dispositif apparaît inversé horizontalement et verticalement, ou seulement verticalement.

## Utilisation
Les lunettes à vision inversée peuvent être utilisées pour mettre en évidence l'adaptation du système visuel humain à la vision inversée. Elles peuvent également être utilisées afin de prévenir le mal des transports. Hubert Dolezal (d), professeur émérite de psychologie à l'université du nord-est de l'Illinois (en), recommande ces lunettes pour aider à lutter contre les nausées engendrées par les vols spatiaux.
Le dispositif peut également être utilisé pour entraîner l'habileté de construction visuo-spatiale ainsi que certaines dispositions cognitives.

## Effets

Clignement d'œil d'une personne portant des lunettes à vision inversée.

L’œil humain produit sur la rétine une image inversée (haut ↔ bas) du monde extérieur, et c'est le cerveau qui l'interprète et nous fait voir le monde extérieur dans le bon sens (le haut en haut, le bas en bas). Les lunettes à vision inversée fournissent à l’œil une image inversée du monde : l'image sur la rétine est alors dans le bon sens, et le cerveau nous fait voir le monde à l'envers (le haut en bas, le bas en haut).
Au bout d'un certain temps, de quelques heures à quelques jours, le système visuel cérébral s'adapte et l'observateur perçoit à nouveau le monde à l'endroit,.

## Histoire
Les premières lunettes à vision inversée sont produites par George M. Stratton dans le cadre d'études de psychologie expérimentale. Le dispositif utilise alors des lentilles optiques de courtes longueurs focales. Les lunettes de Stratton produisent également un effet miroir.
En 1931, Theodor Erismann (de) et Ivo Kohler (de) réalisent une série d'expériences utilisant des lunettes à vision inversée n'utilisant qu'un miroir.
À partir de 1984, le professeur Hubert Dolezal travaille sur des lunettes à vision inversée. Il brevette celles-ci aux États-Unis en 1991.